# تشارلز لويد جونز
تشارلز لويد جونز (بالإنجليزية: Charles Lloyd Jones)‏ هو شخصية أعمال ورسام أسترالي، ولد في 28 مايو 1878 في Burwood, New South Wales ‏ في أستراليا، وتوفي في 30 يوليو 1958 في Woollahra ‏ في أستراليا.